# Terca
Terca – wieś w Rumunii, w okręgu Buzău, w gminie Lopătari. W 2011 roku liczyła 573 mieszkańców.